# Zakbroeders

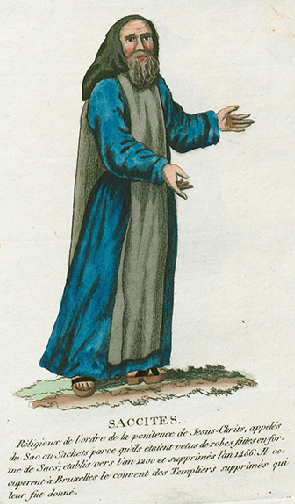
19e-eeuwse voorstelling van een zakbroeder

Zakbroeders (ook: saccieten of sackdraegers) was in de volksmond de naam voor een 13e-eeuwse bedelorde die geïnspireerd was geraakt door Franciscus van Assisi, wiens regel ze volgden. Ze worden ook wel onder andere Fratres de Poenitentia Jesu Christi of Orde van de boete van Jezus Christus genoemd.
De bedelorde is ontstaan in de Provence in de jaren 40 van de 13e eeuw. Initiatiefnemer Raimund Attanulfi uit Hyères stichtte het moederhuis op de Mont Fenouillet met zijn eerste medebroeder Bertrandus de Manara. Beide franciscanen waren beïnvloed door de prediker Hugo van Digne.

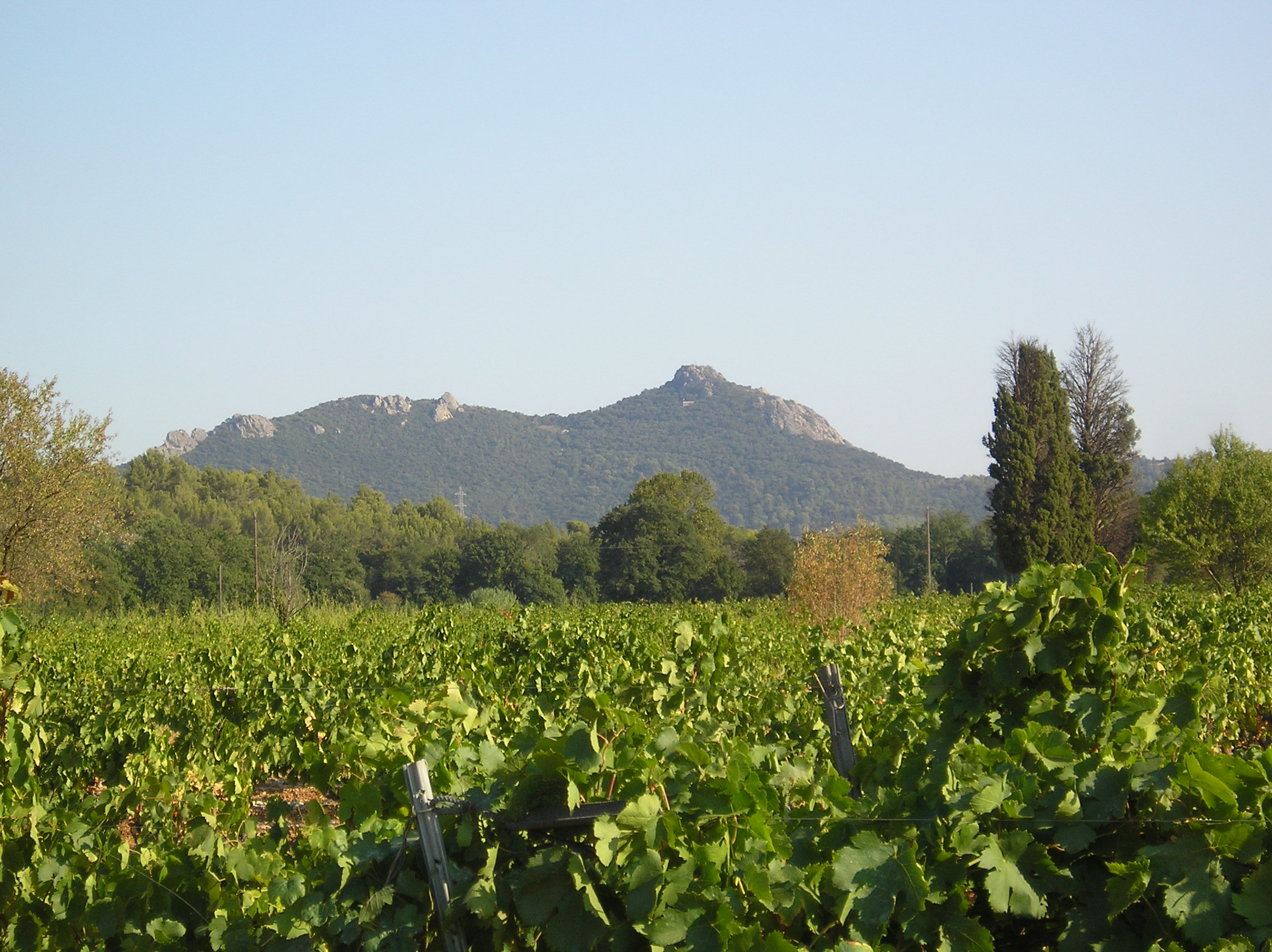
Noordkant van de Mont Fenouillet

Vrij kort na de oprichting bevestigde paus Innocentius IV de orde. De monniken van deze orde leidden een ascetisch bestaan en ze kregen de naam zakbroeders omdat ze de stof waarvan zakken werden gemaakt voor hun kledij gebruikten. De zakbroeders werden vooral actief met zielzorg in grote steden in het westelijk deel van Europa. Ze kenden een snelle verspreiding. Tijdens de tweede stichtingsgolf richtten ze huizen op in Noord-West-Europa, onder meer te Keulen (ca. 1260), in Doornik (1264), Luik (1265), Utrecht (1267), Brussel (uiterlijk 1270) en Middelburg (1271).
In 1274 werd bij het Tweede concilie van Lyon bepaald dat tal van die eeuw ontstane bedelordes, waaronder de zakbroeders, ontbonden dienden te worden. De orde der zakbroeders kwam in de korte periode van haar bestaan tot grote bloei.

## Voetnoten
1. ↑  Canon 23 (Religionum diversitatem nimiam), aangenomen door de zesde en laatste sessie.